# Ciao 2001
Ciao 2001 è stata una rivista settimanale italiana fondata nel 1968 dalla fusione delle testate Ciao amici e Big. Inizialmente si chiamava Ciao Big e fu pubblicata fino al 2000. Dal 2023 ha ripreso le pubblicazioni con periodicità mensile.

## Storia editoriale

### 1968: Le origini in Ciao Big
Se gli anni '60 avevano,visto la nascita della cultura giovanile anche attraverso il fiorire della controcultura beat, spesso caratterizzata da un certo grado di spensieratezza ed ingenuità e ben rappresentata delle prime pubblicazioni musicali specializzate come Ciao amici e Big, gli anni '70 aprivano ad una nuova "dimensione dell'impegno politico e culturale".
Nella seconda metà degli anni '60, alla crisi del movimento beat corrispose la crisi delle due principali riviste di settore, che portò alla decisione di fondersi in un solo magazine ribattezzato Ciao Big. Il primo numero del settimanale Ciao Big uscì il 10 novembre del 1967 ed era ancora pubblicata dalla Edizioni Italeuropa s.r.l. di Adelina Tattilo e Saro Balsamo con sede in via di Santa Costanza n. 24 a Roma. La casa editrice decise però di chiudere il magazine dopo un anno per dedicarsi completamente all'editoria erotica con le riviste Men e Playmen. Durante il periodo della sua vita editoriale, Ciao Big cambiò tre direttori responsabili, che furono Virgilio Bugamelli (marzo 1968 – aprile 1968), Giorgio Cajati (aprile 1968 – luglio 1968) e Gigi Movilia (luglio 1968 – dicembre 1968). L'ultimo numero con la denominazione Ciao Big è datato 17 gennaio 1969. Fu in questo periodo di passaggio che Ciao Big e l'editoria musicale in genere cambiò gradualmente forma: "sulle pagine della rivista diminuivano gli articoli d'inchiesta sui giovani e sui fatti di costume, mentre aumentava lo spazio dato ai servizi sui cantanti e sui complessi italiani e stranieri; veniva meno, però, il tentativo di leggere la musica leggera come fenomeno legato all'insorgenza della protesta giovanile".

### 1969-1970: La nascita diCiao 2001e la direzione di Rosario Pacini
Il primo numero a nome Ciao 2001 riportava la data del 26 gennaio dello stesso anno e vedeva come direttore responsabile Rosario Pacini. La periodicità era settimanale e la sede fu, per il primo anno, in via di via Cavour nº 61 a Roma, presso la Edizioni Libri e Giornali di Attualità s.r.l.
In un periodo in cui l'Italia usciva dalle contestazioni sessantottine ed entrava nell'autunno operaio del 1969, Ciao 2001 acquisì, sotto la direzione di Pacini, un taglio fortemente politico, dedicandosi marginalmente alla musica e dando molto spazio anche alla moda ed al cinema. Solo con la fine del 1969 e l'inizio dei '70, sotto la direzione editoriale di Saverio Rotondi, il taglio editoriale cambiò prospettiva iniziando a dare sempre più spazio alla musica, trasformandosi così nella testata musicale più longeva d'Italia.

### 1970-1983: La direzione di Saverio Rotondi e gli anni '70
Nel 1970 Saverio Rotondi e Francesco Puzzo fondarono le Edizioni Leti, per poi rilevare Ciao 2001, che trovò così una lunga stabilità editoriale con sede in via Boezio 2. Lo stesso Saverio Rotondi divenne in quell'occasione il direttore della rivista. A lui si deve la svolta nella trattazione degli argomenti musicali che portò il settimanale ad un consistente aumento delle vendite. Se infatti fino a quel momento la critica musicale legata al pop ed al rock, eccezion fatta per alcune fanzine amatoriali come Freak dell'allora giovanissimo Riccardo Bertoncelli, veniva interpretate come qualcosa di giovanilistico e da non prendere seriamente, fu proprio la figura di Rotondi a determinare un nuovo modo di fare giornalismo rock in Italia.

Saverio Rotondi con Francesco Guccini nel 1972

La rivista assume così un taglio popolare rivolto principalmente alla musica, senza trascurare le nuove tendenze e le forme musicali meno mainstream sia stranieri che italiani. Negli anni '70 venne data molta attenzione e rilevanza al rock progressivo ed ai cantautori, con copertine che andavano da Emerson, Lake & Palmer a King Crimson, dagli Yes ai Genesis ai Jethro Tull, ma anche Premiata Forneria Marconi, Banco del Mutuo Soccorso ed Area da un lato, e Nuova Compagnia di Canto Popolare, Francesco Guccini e Francesco De Gregori, passando per il Pop di Gianni Morandi, Mina e Massimo Ranieri. Oltre agli argomenti musicali ed alla costante informazione garantita ai numerosi raduni e festival musicali che in quegli anni si diffondevano in tutto il Paese, la rivista trattava marginalmente di attualità, di ecologia e di radio, non trascurando altre arti come il teatro, il cinema o la pittura. Tra le rubriche fisse di questi primi anni '70 sono poi da ricordare l'immancabile "Posta", in cui la redazione colloquiava con i propri lettori, "Psicologia & Psicanalisi" in cui si parlava di sesso liberamente ed in modo aperto, e le rubriche di cinema, libri, moto ed orientamenti professionali. Ma le rubriche variavano da quelle dedicate alla discografia, alla traduzione di testi o al jazz: alcune erano L'angolo del pop, Stereofonia che trattava di hi-fi, Help, Fermate il mondo voglio scendere.
Si era intanto formato un nucleo affiatato di giornalisti che comprendeva Enzo Caffarelli (a cui Antonello Venditti dedicò la canzone Penna a sfera, contenuta nell'album Lilly), Maurizio Baiata, Dario Salvatori, Manuel Insolera, Pino Guzman e Fiorella Gentile. Molti dei giornalisti di Ciao 2001 di questo periodo erano poi ragazzi che frequentavano il Liceo San Leone Magno di Roma dove insegnava in critico musicale Walter Mauro, perlopiù legato al jazz. Vi erano poi i corrispondenti Michael Pergolani da Londra e Armando Gallo dagli Stati Uniti. Molti dei servizi fotografici portavano la firma di Ennio Antonangeli.
Altri collaboratori passati per Ciao 2001 in questi anni furono Renato Marengo, Richard Benson, Marco Ferranti, Aldo Bagli, Cristiano Barbarossa, Pino Caffarelli Guzman, Luigi Cozzi, Maria Laura Giulietti, Francesco Adinolfi, Roberto Rossi Gandolfi, Sandra Bordigoni, Piergiorgio Brunelli, Piergiuseppe Caporale, Massimo Poggini, Giorgio Antonelli, Cesare Andrisano, Armando Gallo e Ivano Rebustini.

### 1983-1994: Gli anni ottanta e la direzione di Francesco Puzzo
Nel 1983, in seguito al decesso di Saverio Rotondi, alla direzione del giornale subentrò Francesco Puzzo. Con il Coordinamento Generale del settimanale e di tutte le altre testate musicali del Gruppo Leti di Renato Marengo
Nel 1986 la sede fu trasferita nella vicina via Ennio Quirino Visconti, 20. Nello stesso edificio avevano sede anche altre riviste del Gruppo Leti, come Music, HM, Rockissimo. Negli anni successivi collaborarono alla rivista giornalisti come Ennio Melis, Lucio Mazzi, Gianfranco Baldazzi, Mario Giammetti e Maurizio Becker.
Nel gennaio 1994 Ciao 2001 cessò la sua attività con il numero 49/50 del suo 25º anno, dopo aver pubblicato 1.202 numeri.

### 1999-2000: Il tentativo di rinascita, la direzione di Giuseppe De Grassi eCi@o
Dopo alcuni anni di inattività, vi fu una ripresa per dieci numeri, pubblicati come mensili nel periodo gennaio-dicembre 1999, mentre nel 2000 vennero pubblicati altri cinque numeri (da febbraio a giugno) con la denominazione Ci@o.
In totale vennero pubblicati 1212 numeri.

### 2023 - Presente
Nel 2023 la rivista torna in edicola per iniziativa della Sprea Editori, sotto la direzione di Maurizio Becker e Renato Marengo: inizialmente annunciato come bimestrale con una tiratura di 30.000 copie la rivista viene invece pubblicata con periodicità mensile. Tra i collaboratori molti nomi che hanno lavorato per la rivista negli anni passati, come Dario Salvatori e Maurizio Baiata, ed altri critici musicali come Riccardo Bertoncelli e Giandomenico Curi.